# Abell 520
Abell 520 là một cụm thiên hà nằm trong chòm sao Lạp Hộ, cách Dải Ngân hà khoảng từ 1,26 đến 2,36 tỷnăm ánh sáng (387 đến 723 Mpc), giá trị thứ hai thường được sử dụng phổ biến hơn. Cụm thiên hà này có một cấu trúc bất thường do sự hợp nhất thiên hà, là kết quả của sự va chạm giữa các cụm thiên hà có kích thước tương đương. Vì vậy, biệt danh tiếng Anh của nó là Train Wreck Cluster (Cụm xác tàu) và được xếp vào cụm loại III theo phân loại Bautz–Morgan. Phân tích chuyển động của 293 thiên hà trong trường cụm thiên hà cho thấy rằng Abell là một cụm hình thành khi ba sợi của cấu trúc quy mô lớn giao nhau.

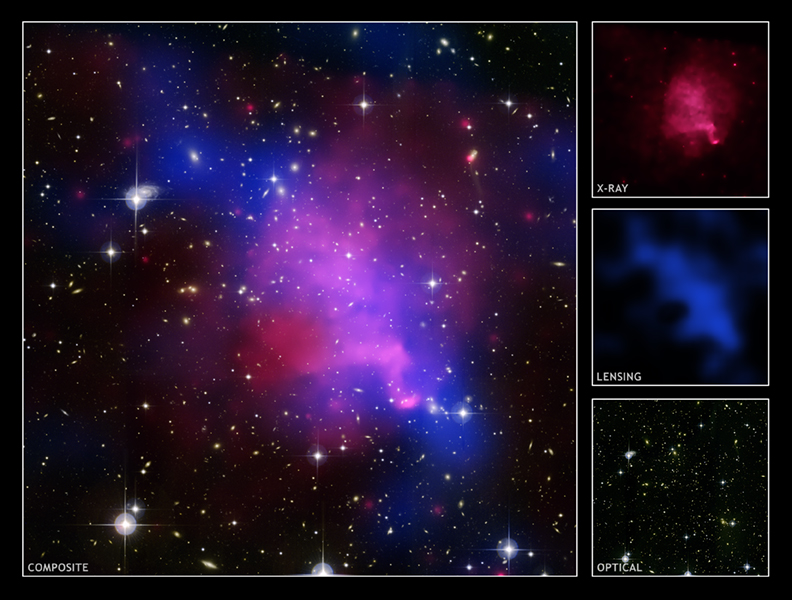
A520 được mô tả bằng tia X, quang học và phân bố khối lượng được suy ra dựa trên thấu kính hấp dẫn yếu được quan sát. Hình ảnh tháng 4 năm 2007.